# Finnlands Lebensraum
Finnlands Lebensraum ("Finlands livsrum") är ett tyskspråkigt propagandaverk som publicerades 1941 för att stödja ideologin om ett Storfinland. Tanken med boken var att vetenskapligt visa att Fjärrkarelen och Ingermanland geografiskt, historiskt och kulturellt är en del av Finland och bör avträdas till landet efter seger i andra världskriget.
Boken beställdes av finska staten och skrevs av geografen Väinö Auer, historikern Eino Jutikkala och etnografen Kustaa Vilkuna. Vissa tillägg gjordes senare av Yrjö von Grönhagen.